# Vallona di Loreo
Vallona di Loreo este o arie protejată (arie specială de conservare — SAC, sit de importanță comunitară — SCI, arie de protecție specială avifaunistică — SPA) din Italia întinsă pe o suprafață de 64 ha, integral pe uscat.

## Localizare
Centrul sitului Vallona di Loreo este situat la coordonatele 45°04′35″N 12°12′17″E / 45.076389°N 12.204722°E.

## Înființare
Situl Vallona di Loreo a fost declarat sit de importanță comunitară în septembrie 2008 pentru a proteja 32 de specii de animale. Alte tipuri de protecție:
- arie de protecție specială avifaunistică (în septembrie 2008)
- arie specială de conservare (în iulie 2018)[1][2][3]

## Biodiversitate
Situată în ecoregiunea continentală, aria protejată conține 1 habitat natural: Lacuri eutrofice naturale cu vegetație de tip Magnopotamion sau Hydrocharition.
La baza desemnării sitului se află mai multe specii protejate:
- păsări (31): lăcar mare (Acrocephalus arundinaceus), lăcar-de-mlaștină (Acrocephalus palustris), lăcar-de-lac (Acrocephalus scirpaceus), pescăruș albastru (Alcedo atthis), rață sulițar (Anas acuta), rață pitică (Anas crecca), rață mare (Anas platyrhynchos), egretă mare (Ardea alba), stârc cenușiu (Ardea cinerea), stârc roșu (Ardea purpurea), stârc galben (Ardeola ralloides), Cettia cetti, barză albă (Ciconia ciconia), egretă mică (Egretta garzetta), presură de stuf (Emberiza schoeniclus), lișiță (Fulica atra), ciocârlan (Galerida cristata), găinușă de baltă (Gallinula chloropus), stârc pitic (Ixobrychus minutus), pescăruș argintiu (Larus cachinnans), pescăruș râzător (Larus ridibundus), codobatură galbenă (Motacilla alba), codobatura galbenă (Motacilla flava), stârc de noapte (Nycticorax nycticorax), cristei de baltă (Rallus aquaticus), pițigoi-pungar (Remiz pendulinus), mărăcinar negru (Saxicola torquatus), Spatula clypeata, rață cârâitoare (Spatula querquedula), corcodel mic (Tachybaptus ruficollis), nagâț (Vanellus vanellus)
- reptile (1): țestoasa de baltă (Emys orbicularis)

Pe lângă speciile protejate, pe teritoriul sitului au mai fost identificate 1 specie de plante, 4 specii de amfibieni, 6 specii de mamifere, 2 specii de pești, 5 specii de reptile.